# Biesse-Carrera-Premac
Das Team Biesse-Carrera-Premac ist ein italienisches Radsportteam mit Sitz in Ghedi.

## Organisation und Geschichte
Das Team ging aus dem Verein G.S. Gavardo aus Gavardo hervor, dass seit 1954 im Amateurbereich aktiv war. Zur Saison 2018 erhielt es erstmals eine Lizenz als UCI Continental Team, sportlicher Leiter ist seitdem der ehemalige Radrennfahrer Marco Milesi. Nachdem der G.S. Gavardo seine Aktivitäten im Radsport einstellte, ging das Team zur Saison 2020 mit dem 2019 gegründeten Club Arvedi Cycling zusammen. Für die Folgesaison 2021 erhielt das Team keine neue Lizenz, hatte jedoch seine bis dahin erfolgreichste Saison unter anderem mit zwei Etappensiegen beim U23-Etappenrennen Giro Ciclistico d’Italia.
Seit der Saison 2022 geht das Team wieder eigene Wege und ist erneut als Continental Team lizenziert. Im Team sind ausschließlich U23-Fahrer, die an Rennen der UCI Continental Circuits und des nationalen Kalenders teilnehmen.
Zu den ehemaligen Mitgliedern des Teams, die den Sprung zu einem UCI WorldTeam schafften, gehören Anders Foldager und Martin Svrček. Andere ehemaliger Fahrer des Teams erzielten ihre Erfolge vorrangig auf der Bahn, unter anderem Francesco Lamon, Davide Plebani und Michele Scartezzini.

## Saison 2025
Mannschaft
| Teamkader 2025          | Teamkader 2025     | Teamkader 2025 | Teamkader 2025                |
| Name                    | Geburtsdatum       | Land           | Vorheriges Team               |
| ----------------------- | ------------------ | -------------- | ----------------------------- |
| Filippo Agostinacchio   | 26. April 2003     | Italien        | Beltrami TSA-Tre Colli (2024) |
| Nicolò Arrighetti       | 23. Dezember 2004  | Italien        |                               |
| Gabriele Bessega        | 18. Februar 2004   | Italien        |                               |
| Tommasso Bessega        | 18. Februar 2004   | Italien        |                               |
| Michele Bicelli         | 11. Juni 2006      | Italien        |                               |
| Tommaso Dati            | 13. Juli 2002      | Italien        |                               |
| Andrea Donati           | 19. September 2006 | Italien        |                               |
| Andrea Godizzi          | 2. Januar 2006     | Italien        |                               |
| Etienne Grimod          | 25. November 2005  | Italien        |                               |
| Filip Gruszczyński      | 13. Februar 2005   | Polen          |                               |
| Federico Iacomoni       | 18. Juli 2002      | Italien        | Zalf Euromobil Fior (2024)    |
| Alessandro Milesi       | 3. Oktober 2006    | Italien        |                               |
| Davide Quadriglia       | 23. Mai 2006       | Italien        |                               |
| Nicola Rossi            | 15. Januar 2003    | Italien        | Beltrami TSA-Tre Colli (2024) |
| Cristian Sanfilippo     | 27. Februar 2006   | Italien        |                               |
|                         |                    |                |                               |
| Quelle: ProCyclingStats |                    |                |                               |

Erfolge
| Siege | Siege  | Siege | Siege  | Siege  | Siege |
| Datum | Rennen | Staat | Klasse | Sieger |       |
| ----- | ------ | ----- | ------ | ------ | ----- |

## Erfolge pro Saison
| Rennserie                 | 2018 | 2019 | 2020 | 2021 | 2022 | 2023 | 2024 |
| ------------------------- | ---- | ---- | ---- | ---- | ---- | ---- | ---- |
| UCI ProSeries             | -    | -    | -    | -    | -    | -    | -    |
| UCI Continental Circuits  | 1    | 1    | -    | 3    | -    | 4    | 2    |
| nationale Meisterschaften | -    | -    | -    | -    | -    | -    | -    |

## Platzierungen in der UCI-Weltrangliste
| World Ranking | World Ranking | World Ranking                 | World Ranking |
| Jahr          | Teamwertung   | Einzelwertung                 |               |
| ------------- | ------------- | ----------------------------- | ------------- |
| 2018          | —             | Simone Ravanelli (636. )      |               |
| 2019          | 135.          | Simone Ravanelli (556. )      |               |
| 2020          | 98.           | Kevin Colleoni (527. )        |               |
| 2021          | —             | Riccardo Ciuccarelli (1075. ) |               |
| 2022          | 101.          | Andrea Garosio (625. )        |               |
| 2023          | 84.           | Anders Foldager (519. )       |               |
| 2024          | 121.          | Davide Donati (910. )         |               |
|               |               |                               |               |
| Quelle: UCI   |               |                               |               |